# Richard Weil (Mediziner)
Richard Weil (* 15. Oktober 1876; † 17. November 1917) war ein US-amerikanischer Arzt und Krebsforscher.

## Leben
Weil war der Sohn von Leopold Weil und Martha Tanzer. Der gebürtige New Yorker schloss 1896 sein Studium am Columbia College ab und erlangte 1900 seinen MD-Abschluss an der Columbia. Nach Abschluss seiner Facharztausbildung am German Hospital in Manhattan ging er nach Europa, um in Wien und Straßburg postgraduale Forschung zu betreiben.

### Ärztliche Laufbahn
Weil gehörte zum medizinischen Personal zahlreicher Krankenhäuser, darunter dem German Hospital, Montefiore, Mount Sinai Hospital und General Memorial. 1905 trat er dem Personal des Cornell University Medical College bei, wurde 1911 zum Dozenten ernannt und 1916 zum Leiter der Abteilung für experimentelle Medizin.
Weils Hauptforschungsinteresse galt dem Krebs. Von 1906 bis zu seinem Tod gehörte er zum Personal des Huntingdon Fund for Cancer Research und war einer der Gründer der American Association for Cancer Research (AACR) und des Journal of Cancer Research, dessen Chefredakteur er war.  1914 war er Ratsmitglied der AACR  und von 1916 bis 1917 Präsident der American Association of Immunologists.  Einer seiner wichtigsten medizinischen Beiträge war der Nachweis, dass mit Antikoagulanzien behandeltes Blut gekühlt werden konnte, was letztendlich zur Gründung von Blutbanken führte.  Einer seiner Artikel über Anaphylaxie war der erste Artikel, der im Journal of Immunology veröffentlicht wurde.

### Militärdienst
Mit dem Eintritt der USA in den Ersten Weltkrieg trat Weil dem Militär bei. Nach seiner Ausbildung in Fort Benjamin Harrison wurde er als Chef des Sanitätspersonals in Camp Wheeler eingesetzt. Diese Position behielt er jedoch nur kurze Zeit, da er eine Lungenentzündung bekam und am 17. November 1917 daran verstarb.

### Privatleben
Weil heiratete Minnie Straus, Tochter von Isidor und Ida Straus, am 30. Mai 1904 in der Straus villa. Sie hatten drei Kinder: Evelyn, Richard, und Frederick Peter. Sein Sohn Richard Jr. wurde Präsident von Macy’s.